# Enchant (album)
Enchant jest drugim długo-grającym albumem amerykańskiej wokalistki Emilie Autumn, początkowo wydany 26 lutego 2003 przez Traitor Records oraz ponownie 17 sierpnia 2007 przez Trisol Music Group GmbH. Oryginał zawierał tzn. "Enchant Puzzle"; pierwsza osoba, która rozwiąże zagadkę, będzie miała szansę wygrać skrzydła Faerie Queen, kryzę, berło, i wachlarz. Jak dotąd, zagadka nie została rozwiązana.

## Single
Jedynym singlem wydanym na albumie "Enchant" jest "Chambermaid", który był wydany jako EP.

## Lista utworów
1. "Prologue: Across the Sky" - 5:10
2. "How Strange" - 3:07
3. "Chambermaid" - 3:14
4. "Rapunzel" - 3:57
5. "Ever" - 6:11
6. "Second Hand Faith" - 4:43
7. "Juliet" - 5:42
8. "Remember" - 5:25
9. "Rose Red" - 5:29
10. "Castle Down" - 3:52
11. "Heard it All" - 3:22
12. "If You Feel Better" - 4:49
13. "Save You" - 4:53
14. "Epilogue: What If" - 4:09